# 永勝駒
永勝駒（日语：ウインラディウス）是日本純種競賽馬匹。生涯活躍於一哩賽事，曾勝出京王盃春季盃、東京新聞盃及富士錦標。

## 出賽前
1998年3月7日出生於北海道門別町（今日高町）三城牧場，成長途中於一口馬主俱樂部Win Co. Ltd.進行馬主募集。
其後交由美浦訓練中心練馬師藤澤和雄訓練。

## 競賽生涯

### 3歲（現2歲）
2000年8月5日出戰札幌競馬場3歲新馬戰，採用後上戰術下於直路雖然表現優秀衝勢，但最終未能超越領放馬海洋駿驥以第二落敗。
其後直接出戰公開賽三葉草錦標，繼續維持於後方位置下在第三、四彎道逐步透出，於直路繼續以不俗的姿態加速，最終以3 1/2馬位優勢取得首勝，同時以1分29.6秒打破賽事記錄。
11月18日首次挑戰分級賽以東京體育盃三歲錦標作為目標，選擇前置戰術下在中段稍為放慢速度墮後，於最後彎道抽出外檔望空。進入直路後，其隨即於中外檔位置展開加速逐步上前，但未能壓制前方的高野名駿及Himalayan Blue，最終獲得第三。
12月按照計劃出戰朝日盃三歲錦標，然而於比賽途中因喘鳴症的原因始終無法發揮速度，最終以第八大敗。
賽後，其喘鳴症症狀持續惡化，陣營決定安排其進行手術，術後進入長期休養，直接跳過3歲生涯[a]。

### 4歲
2002年9月復出，主要以條件戰作為目標，但於三場賽事中均因為脾性問題未能獲勝。

### 5歲
2003年繼續於條件戰的征途，於年度首戰鞍池特別中發揮優秀表現，維持於先頭第五的位置下於最後彎道迅速取位透出，最終壓贏對手取得勝利。
後續表現繼續穩定，六場賽事中取得兩冠一亞一季的戰績。
9月再度進軍分級賽京成盃秋季讓賽，雖然以第七落敗，但2個月後隨即於條件戰白秋錦標調整過來並取得勝利。

### 6歲
2004年年初出戰東京新聞盃，比賽途中一直維持穩定的節奏於前方位置，跟隨Gold Maker及Siberian Hawk等賽駒前進。進入直路後，其迅速開步蠶食前方賽駒，最終領先之下亦能阻止Craft Work的攻勢，以2馬位優勢取得首個分級賽冠軍。
4月4日出戰打吡公爵挑戰盃，本次比賽稍為放緩節奏，保持於中團靠前的位置推進。但進入直路後，其未能以最快速度展開加速，最終被礦之晨壓制及被所羅門礦超越，以第三的戰績完賽。
1個月後出戰京王盃春季盃，選擇於中團位置等待時機下在最後直路稍為抽出外檔取位，並以望空的姿態發力。進入直路後，其隨即調整並展開衝刺，最終轟出後600米33.8秒的速度下率先衝線，以破紀錄的1分20.4秒時取得勝利。
然而其後於安田紀念大失水準，於中團位置推進下在直路完全未有追勢甚至失速，最終跑獲第十四的名次。
夏季其轉戰短途賽事出戰函館短途錦標，於直路未能迅速衝出下以第五落敗，秋季挑戰一級賽短途馬錦標留守中後方，最終敗於金鎮之光、多旺達及好望角取得第四。

### 7歲
2005年繼續以東京新聞盃作為首戰，但於其中僅跑獲第八，雖然5月在谷川岳錦標調整過來取得第三，然而在京王盃春季盃再度失準以第十五大敗。
其後未有前往安田紀念，而是於7月出戰NST公開賽，比賽途中維持於約莫第十左右的位置穩步推進，在直路稍為加速下輕鬆超越對手取勝。
2星期後隨即出戰關屋紀念，然而於後方位置完全未能上前，最終以第十一大敗。
進入秋季，其以京成盃秋季讓賽作為起動戰，選擇於第八、九左右的位置前進並稍為留守遮擋位。進入直路後，其迅速於中檔取位進行衝刺，但最終仍然不敵礦之晨及西野紫檀取得季軍。
10月22日出戰富士錦標，比賽初段處於第七的位置前進，通過彎道時候沿着跑線移出加速，於直路上逐步發揮衝刺力下開始超越對手，最終以3/4馬位戰勝Tanino Martini取得第三個分級賽冠軍。
其後乘勢出戰一哩冠軍賽，然而於中團位置推進下在直路無法發揮衝勢，最終以第十大敗。
年末繼續出戰CBC賞，保持於第七的位置下於最後彎道徐徐推進，進入直路後稍微加速一小段路程，最終敗於大徵兆、Kanetsu Tenby及藤田小姐取得第四。

### 8歲
2006年繼續現役並第三度以東京新聞盃作為首戰，然而於比賽途中未有任何表現，最終以第十一落敗。
賽後，其被檢查出於賽事途中出現流鼻血的情況，權衡風險後陣營決定安排其退役。

### 詳細賽績
| 日期       | 舉辦國家 | 馬場 | 距離   | 級別 | 賽事名稱             | 負重 | 騎師     | 馬號 | 出馬 | 名次 | 時間   | 頭馬（二馬）       |
| ---------- | -------- | ---- | ------ | ---- | -------------------- | ---- | -------- | ---- | ---- | ---- | ------ | ------------------ |
| 5/8/2000   | 日本     | 札幌 | 草1200 |      | 2歲新馬              | 53   | 岡部幸雄 | 4    | 8    | 2    | 1:11.0 | 海洋駿驥           |
| 19/8/2000  | 日本     | 札幌 | 草1500 | OP   | 三葉草賞             | 53   | 岡部幸雄 | 1    | 9    | 1    | 1:29.6 | （Speranza）       |
| 18/11/2000 | 日本     | 東京 | 草1800 | GIII | 東京體育盃三歲錦標   | 54   | 岡部幸雄 | 7    | 13   | 3    | 1:48.9 | 高野名駿           |
| 10/12/2000 | 日本     | 中山 | 草1600 | GI   | 朝日盃三歲錦標       | 54   | 岡部幸雄 | 4    | 16   | 8    | 1:35.6 | Mejiro Bailey      |
| 1/9/2002   | 日本     | 札幌 | 草1200 |      | 3歲以上500萬獎金以下 | 57   | 岡部幸雄 | 8    | 14   | 4    | 1:11.1 | Fuji Sakura O      |
| 8/9/2002   | 日本     | 札幌 | 草1800 |      | 3歲以上500萬獎金以下 | 57   | 北村宏司 | 14   | 14   | 8    | 1:51.1 | Daiwa Orlando      |
| 22/12/2002 | 日本     | 中京 | 草1800 |      | 尾張特別             | 57   | 北村宏司 | 12   | 16   | 5    | 1:50.1 | Tranquility        |
| 9/3/2003   | 日本     | 中京 | 草1800 |      | 鞍池特別             | 57   | 鹿戶雄一 | 5    | 16   | 1    | 1:48.7 | （Best Tycoon）    |
| 29/3/2003  | 日本     | 中山 | 草1600 |      | 千葉日報盃           | 57   | 横山典弘 | 16   | 16   | 9    | 1:34.7 | Daitaku Sonic      |
| 26/4/2003  | 日本     | 東京 | 草1600 |      | 高尾特別             | 57   | 横山典弘 | 1    | 18   | 3    | 1:33.0 | Matikanemenimomiyo |
| 25/5/2003  | 日本     | 東京 | 草1800 |      | 富嶽賞               | 57   | 横山典弘 | 6    | 15   | 7    | 1:34.5 | Monopole           |
| 22/6/2003  | 日本     | 福島 | 草1800 |      | 雄國沼特別           | 57   | 柴田善臣 | 6    | 12   | 2    | 1:47.1 | Mighty Speed       |
| 12/7/2003  | 日本     | 函館 | 草1800 |      | HTB盃                | 57   | 戴崇謀   | 12   | 15   | 1    | 1:49.2 | （淺草田園）       |
| 24/8/2003  | 日本     | 札幌 | 草1500 |      | 摩周湖特別           | 57   | 田中勝春 | 1    | 12   | 1    | 1:28.9 | （Ishino Muse）    |
| 14/9/2003  | 日本     | 中山 | 草1600 | GIII | 京成盃秋季讓賽       | 54   | 田中勝春 | 3    | 16   | 7    | 1:34.3 | 歇息               |
| 2/11/2003  | 日本     | 東京 | 草1400 |      | 白秋錦標             | 57   | 田中勝春 | 8    | 13   | 1    | 1:22.2 | （What a Reason）  |
| 1/2/2004   | 日本     | 東京 | 草1600 | GIII | 東京新聞盃           | 54   | 田中勝春 | 15   | 15   | 1    | 1:33.0 | （Craft Work）     |
| 4/4/2004   | 日本     | 中山 | 草1600 | GIII | 打吡公爵挑戰盃       | 56.5 | 柴田善臣 | 3    | 15   | 3    | 1:33.5 | 礦之晨             |
| 16/5/2004  | 日本     | 東京 | 草1400 | GII  | 京王盃春季盃         | 57   | 田中勝春 | 7    | 18   | 1    | 1:20.4 | （千里通）         |
| 6/6/2004   | 日本     | 東京 | 草1600 | GI   | 安田紀念             | 58   | 岳禮華   | 5    | 18   | 14   | 1:34.1 | 鶴丸小子           |
| 4/7/2004   | 日本     | 函館 | 草1200 | GIII | 函館短途錦標         | 56   | 田中勝春 | 5    | 15   | 5    | 1:09.8 | 藤田小子           |
| 3/10/2004  | 日本     | 中山 | 草1200 | GI   | 短途馬錦標           | 57   | 田中勝春 | 16   | 16   | 4    | 1:10.8 | 金鎮之光           |
| 30/1/2005  | 日本     | 東京 | 草1600 | GIII | 東京新聞盃           | 57   | 岡部幸雄 | 7    | 13   | 8    | 1:34.6 | 三連冠             |
| 1/5/2005   | 日本     | 新潟 | 草1400 | OP   | 谷川岳錦標           | 58   | 北村宏司 | 15   | 16   | 3    | 1:21.2 | 富士寧靜           |
| 15/5/2005  | 日本     | 東京 | 草1400 | GII  | 京王盃春季盃         | 58   | 田中勝春 | 17   | 18   | 15   | 1:21.8 | 淺草田園           |
| 17/7/2005  | 日本     | 新潟 | 草1400 | OP   | NST公開賽            | 58   | 田中勝春 | 14   | 18   | 1    | 1:20.0 | （皇家巨蟹）       |
| 31/7/2005  | 日本     | 新潟 | 草1600 | GIII | 關屋紀念             | 57   | 田中勝春 | 13   | 18   | 11   | 1:33.5 | 響尾蛇             |
| 11/9/2005  | 日本     | 中山 | 草1600 | GIII | 京成盃秋季讓賽       | 58   | 田中勝春 | 10   | 13   | 3    | 1:33.4 | 礦之晨             |
| 22/10/2005 | 日本     | 東京 | 草1600 | GIII | 富士錦標             | 57   | 田中勝春 | 12   | 16   | 1    | 1:32.9 | （Tanino Martini） |
| 20/11/2005 | 日本     | 京都 | 草1600 | GI   | 一哩冠軍賽           | 57   | 田中勝春 | 3    | 17   | 10   | 1:32.7 | 三連冠             |
| 24/12/2005 | 日本     | 中京 | 草1200 | GII  | CBC賞                | 57   | 鹿戶雄一 | 4    | 14   | 4    | 1:08.9 | 大徵兆             |
| 28/1/2006  | 日本     | 東京 | 草1600 | GIII | 東京新聞盃           | 59   | 田中勝春 | 12   | 16   | 11   | 1:34.8 | 富士寧靜           |

a 由2001年開始，日本跟隨國際馬齡顯示標準，以實歲標記馬匹

## 退役後
退役後，永勝駒成為了配種馬，於北海道新冠町優駿Stallion Station休養，在2006年成為配種馬。首批子嗣於2007年出生。首批子嗣可於2009年出賽。
2013年，其被轉移至北海道日高町赤石久夫牧場繼續配種。
2013年8月1日，其由配種馬退役後消息不明，經過現役時期照料其的馬房助手川越靖幸的查訪後，其可能經已死亡。

## 血統簡介
父系週日寧靜是美國三冠賽雙冠馬，退役後在日本配種，在日本馬壇相當成功，贏得多項分級賽事，其子嗣贏得巨額獎金，連續12年成為日本冠軍種馬。祖父Halo爲美國賽駒，曾贏得一級賽冠軍，爲美國冠軍種馬。
母系Jono Matiere為日本賽駒，生涯五戰全敗。外祖父丸善斯基爲日本賽駒，生涯八戰全勝，因其無敵的領放戰術令其於八場賽事中總計拋離對手61馬位而被稱爲「超級跑車」，更於1990年成爲日本中央競馬會第20匹殿堂馬。

### 血統表
| 父線：週日寧靜系（Halo系）           |                             |                 |                |
| 種馬 週日寧靜 1986年（棕色）         | Halo 1969年（棕色）         | Hail to Reason  | Turn-to        |
| 種馬 週日寧靜 1986年（棕色）         | Halo 1969年（棕色）         | Hail to Reason  | Nothirdchance  |
| 種馬 週日寧靜 1986年（棕色）         | Halo 1969年（棕色）         | Cosmah          | Cosmic Bomb    |
| 種馬 週日寧靜 1986年（棕色）         | Halo 1969年（棕色）         | Cosmah          | Almahmoud      |
| 種馬 週日寧靜 1986年（棕色）         | Wishing Well 1975年（棗色） | Understanding   | Promised Land  |
| 種馬 週日寧靜 1986年（棕色）         | Wishing Well 1975年（棗色） | Understanding   | Pretty Ways    |
| 種馬 週日寧靜 1986年（棕色）         | Wishing Well 1975年（棗色） | Mountain Flower | Montparnasse   |
| 種馬 週日寧靜 1986年（棕色）         | Wishing Well 1975年（棗色） | Mountain Flower | Edelweiss      |
| 繁殖雌馬 Jono Matiere 1990年（棗色） | 丸善斯基 1979年（棗色）     | 尼真斯基        | 北地舞人       |
| 繁殖雌馬 Jono Matiere 1990年（棗色） | 丸善斯基 1979年（棗色）     | 尼真斯基        | Flaming Page   |
| 繁殖雌馬 Jono Matiere 1990年（棗色） | 丸善斯基 1979年（棗色）     | Shill           | Buckpasser     |
| 繁殖雌馬 Jono Matiere 1990年（棗色） | 丸善斯基 1979年（棗色）     | Shill           | Quill          |
| 繁殖雌馬 Jono Matiere 1990年（棗色） | Umeno Silver 1979年（棗色） | Silver Shark    | Buisson Ardent |
| 繁殖雌馬 Jono Matiere 1990年（棗色） | Umeno Silver 1979年（棗色） | Silver Shark    | Palsaka        |
| 繁殖雌馬 Jono Matiere 1990年（棗色） | Umeno Silver 1979年（棗色） | Strong Baby     | Sedan          |
| 繁殖雌馬 Jono Matiere 1990年（棗色） | Umeno Silver 1979年（棗色） | Strong Baby     | Marianna       |
| 雌系：號族：1-b                      |                             |                 |                |
| 五代內近親交配：無                   |                             |                 |                |

## 命名由來
名字中，Win（ウイン）為馬主Win Co. Ltd.冠名，出自其公司名字；Radius（ラディウス）則於拉丁語中，帶有光線之意思，香港只取冠名部分加以聯想，翻譯為「永勝駒」。

## 外部連結
- 永勝駒 netkeiba.com （页面存档备份，存于）
- 外部連結